# Bahnstrecke Tawan Tolgoi–Gaschuunsuchait
|                                                                                          |                          |                 |                 |
| Streckenlänge:                                                                           | 234 km                   |                 |                 |
| Spurweite:                                                                               | 1520 mm (Russische Spur) |                 |                 |
|                                                                                          |                          |                 |                 |
| \| \| \| \| \| \| \| \| Tawan Tolgoi \| \| \| \| \| \| \| \| \| \| Gaschuunsuchait \| \| |                          |                 |                 |
|                                                                                          |                          |                 |                 |
| Dienststation / Betriebs- oder Güterbahnhof                                              |                          | Tawan Tolgoi    | Tawan Tolgoi    |
|                                                                                          |                          |                 |                 |
| Betriebs-/Güterbahnhof Streckenende                                                      |                          | Gaschuunsuchait | Gaschuunsuchait |

Die Bahnstrecke Tawan Tolgoi–Gaschuunsuchait ist eine eingleisige Eisenbahnstrecke in der Mongolei. Sie dient ausschließlich dem Transport von Steinkohle aus der Mongolei in die Volksrepublik China.

## Geschichte

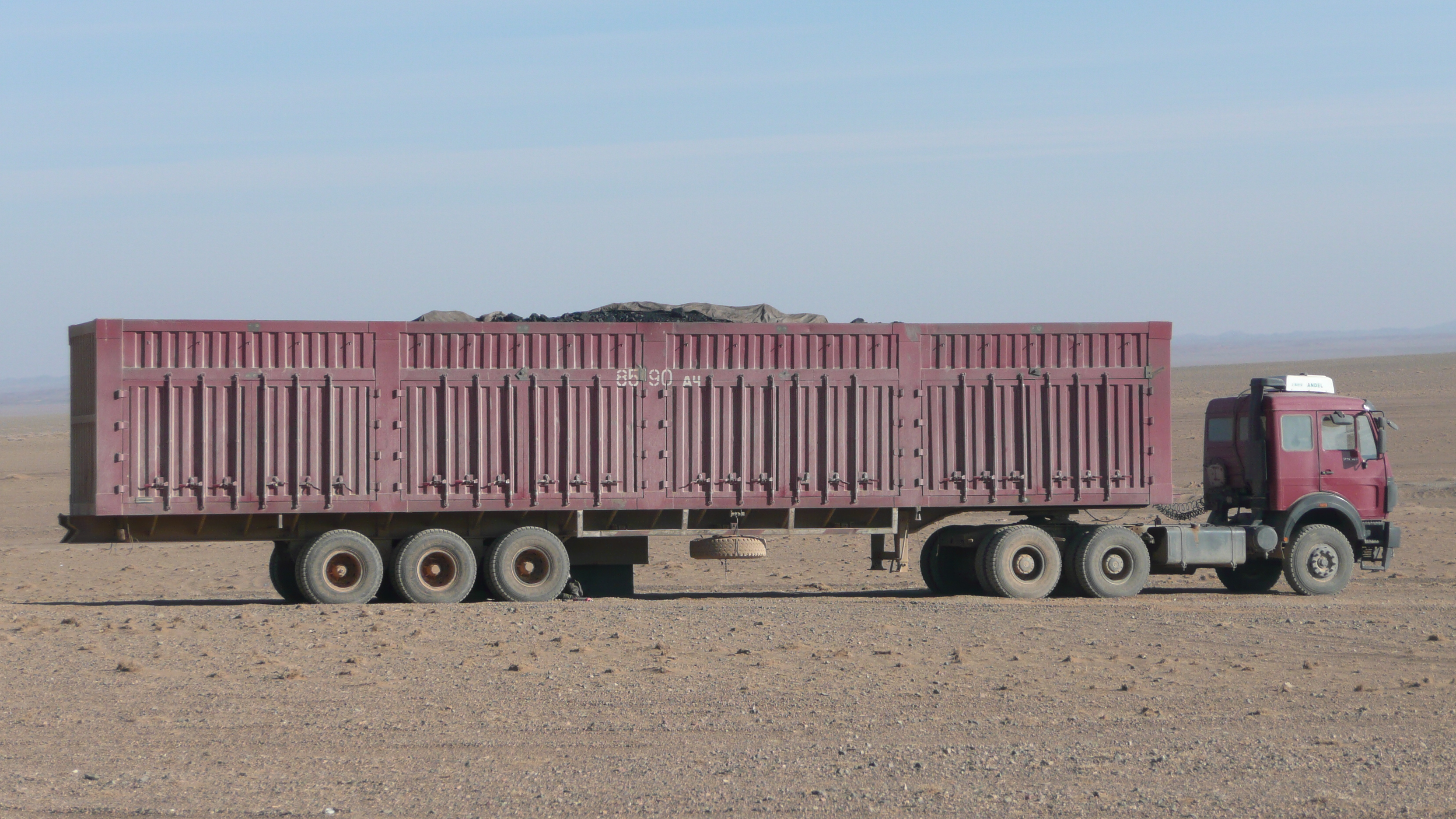
Bisheriger Transport der Kohle per Lkw

Die Mongolyn Tömör Dsam (Mongolische Eisenbahn, MTZ) erhielt am 3. November 2012 von der Regierung den Auftrag, die Strecke zu planen. Zur Umsetzung des Projekts wurde 2018 die Tatvan Tolgoi Railway LLC gegründet, Baubeginn war der 1. März 2020. Bis zur Inbetriebnahme der Bahn wurde die Kohle per Lastkraftwagen bis an die Betriebsspitze des chinesischen Eisenbahnnetzes gefahren. Die Umstellung auf den Bahntransport der Kohle reduziert die Kosten dafür auf etwa 25 % und ermöglicht es, die Kohleförderung zu verdoppeln oder zu verdreifachen.
Die Strecke wurde von der Deutsche-Bahn-Tochtergesellschaft DB International projektiert und am 9. September 2022 durch den mongolischen Staatspräsidenten, Uchnaagiin Chürelsüch, eröffnet. Sie gehört dem mongolischen Staat. Betreiber der Infrastruktur ist der Bergbaukonzern Bodi International, den Betrieb führt die Talvan Tolgoi Raulway Company, die dem mongolischen Staat gehört.

## Streckenbeschreibung

### Geografische Lage
Die Strecke führt von der Steinkohle-Lagerstätte Tawan Tolgoi zum mongolischen Grenzbahnhof Gaschuunsuchait an der Grenze zur Volksrepublik China. Der gegenüber liegende chinesische Grenzbahnhof ist Ganqimaodu. Sie führt durch den Süden der Wüste Gobi und verläuft in der mongolischen Provinz Ömnö-Gobi-Aimag. Die Transmongolische Eisenbahn verläuft etwa 350 km östlich.

### Anlage
Die Strecke ist für bis zu 1.800 m lange Güterzüge vorgesehen, eingleisig, nicht elektrifiziert und in russischer Breitspur (1520 mm) ausgelegt. Sie ist 233,6 km lang, zusammen mit Nebenstrecken und Anschlussgleisen umfasst die Bahn 321,6 km. Entlang der Strecke gibt es die beiden Endbahnhöfe und sechs Kreuzungsbahnhöfe. Die Kommunikation zwischen den Lokomotivführern und der Leitstelle wird über Digitalfunk nach dem TETRA-Standard geführt.
Über die Strecke sollen jährlich 50 Mio. t Steinkohle abgefahren werden. Durch die Strecke wird die Möglichkeit, Steinkohle zu verfrachten, verdreifacht, die Transportkosten gegenüber der Abfuhr über die Straße auf ein Viertel gesenkt.

## Fahrzeuge
Für den Betrieb wurden 16 Diesellokomotiven des Typs EMD SD70ACeLW bei Caterpillar gekauft, die mit EMD 710-Motoren von Progress Rail Locomotive ausgestattet sind und eine Leistung von 4500 PS / 3355 kW aufweisen. Insgesamt sollen 810 offene Güterwagen mit einer Achslast von 25 t eingesetzt werden, die die russische United Wagon Company herstellt. Zur Eröffnung der Strecke waren 100 Fahrzeuge geliefert, die übrigen sollen bis Ende März 2023[veraltet] folgen.
2024 wurden für die Bahnstrecke sechs weitere Progress Rail Locomotiven ausgeliefert, nachdem das erste vollautomatischen Logistikzentrums für die Kohleverladung Ende Mai 2024 eröffnet wurde.

## Planungen
Anschlüsse der Strecke an das chinesische Netz in Ganqimaodu sowie an die Bahnstrecke Linhe–Ceke sind vorgesehen.